# Osek u Milevska
Osek, bis 1924 Vosek (deutsch Wosek) ist eine Gemeinde in Tschechien. Sie liegt fünf Kilometer westlich von Milevsko und gehört zum Okres Písek.

## Geographie
Osek befindet sich im Tal des Baches Osecký potok in der zum Mittelböhmischen Hügelland gehörigen Milevská pahorkatina. Gegen Süden erstreckt sich das Waldgebiet Hruštice mit dem Wildgehege Květovská obora. Nördlich erheben sich die Hůrky (503 m), im Osten der Zvíkovec (542 m), südlich der Karlův vrch (Buchenberg, 535 m), im Südwesten der Chumelák (489 m) sowie nordwestlich der Chlum (552 m) und der Holý vrch (490 m).
Nachbarorte sind Chlumek im Norden, Zbelítov im Nordosten, Milevsko, Kamenný Kříž und Hajda im Osten, Líšnice und Rukáveč im Südosten, Pazderna und Tyrolský Dům im Süden, Hamr, Květov, Svatý Jan und Kučeř im Südwesten, Pazderna, Chlum und Jickovice im Westen sowie Velká und Laciny im Nordwesten.

## Geschichte
Osek gehörte wahrscheinlich seit dem 13. Jahrhundert zu den Besitzungen des Prämonstratenserklosters Mühlhausen. Das Kloster wurde am 23. April 1420 von den Hussiten zerstört, wobei auch alle Urkunden verloren gingen. Danach schlug der Klingenberger Burggraf Jan Hájek von Hodětín die verwaisten Klostergüter der königlichen Herrschaft Klingenberg zu. Nachdem im Jahre 1430 Hussiten die Burg Klingenberg belagerten, verpfändete König Sigismund die Herrschaft 1431 an Ulrich II. von Rosenberg, weil er befürchtete, dass sein Burggraf Kunata Kapléř recht bald zu den Aufständischen überlaufen würde.
Die erste schriftliche Erwähnung von Osek stammt aus dem Jahre 1469. Heinrich V. von Rosenberg, der die überschuldete Herrschaft 1472 übernommen hatte, verkaufte am 28. September 1473 ein Viertel der Besitzungen des Hauses Rosenberg, darunter auch das Klingenberger Pfand, seinem Vetter Bohuslav V. von Schwanberg. Nachdem Christoph von Schwanberg 1534 verstorben war, erfolgte 1540 eine Teilung der Klingenberger Güter, wobei sein zweitältester Sohn Johann von Schwanberg die Herrschaft Mühlhausen erhielt. Zu dieser gehörten neben Osek u. a. auch die Dörfer Stehlovice, Bilina, Branice, Křižanov, Květov, Rukáveč, Velká, Veselíčko und Kučeř. Johann von Schwanberg ließ in Květov eine Feste errichten. Nach dessen Tode erbte seine Witwe die Feste Květov mit den umliegenden Dörfern, nachfolgender Besitzer wurde ihr Sohn Christoph von Schwanberg. Am 4. September 1612 verkaufte Georg Ehrenreich von Schwanberg u. a. die Dörfer Kučeř, Květov, Jickovice, Velká, Rukáveč, Stehlovice, Jetětice, Branice, Osek, Vůsí und Červená nad Vltavou an Georg von Schwanberg auf Worlik, der sie wieder zu den Klingenberger Gütern zuschlug. Während des Ständeaufstandes von 1618 gehörte Peter von Schwanberg zu den Anführern der Aufständischen. Nach der Schlacht am Weißen Berg belagerte ein kaiserliches Heer unter Kommando von Baltasar von Marradas fast zwei Jahre die Burg Klingenberg. Der Nachlass des 1621 verstorbenen Peter von Schwanberg wurde gerichtlich konfisziert, die Besatzung verteidigte die schwer einzunehmende Burg Klingenberg jedoch erfolgreich. Nach der Kapitulation vom 21. November 1621 erhielt Adam von Sternberg die Herrschaft. Er verkaufte die Herrschaft Worlik mit Klingenberg 1622 an die Fürsten von Eggenberg. Nachdem 1717 die Eggenberger im Mannesstamme erloschen, erbte 1719 das Haus Schwarzenberg deren Besitzungen.
Im Jahre 1837 bestand das am Wald Chrast (Hruštice) gelegene Dorf Wosek aus 36 Häusern mit 331 Einwohnern, darunter einer Israelitenfamilie. Zum Dorf gehörte ein abseits am Waldrand befindliches Forsthaus. Pfarr- und Schulort war Mühlhausen. Bis zur Mitte des 19. Jahrhunderts blieb Wosek als Teil der Herrschaft Klingenberg der Fideikommissherrschaft Worlik samt den Allodialgütern Zalužan, Zbenitz und Bukowan untertänig.
Nach der Aufhebung der Patrimonialherrschaften bildete Vosek t. Osek / Vosek ab 1850 eine Gemeinde in der Bezirkshauptmannschaft Písek und dem Gerichtsbezirk Milevsko. Im Jahre 1869 bestand das Dorf aus 41 Häusern und hatte 415 Einwohner. Ab 1919 gehörte die Gemeinde Vosek zum Okres Milevsko. Der amtliche Ortsname wurde 1924 in Osek geändert. Im Zuge der Aufhebung des Okres Milevsko wurde Osek Ende 1960 wieder dem Okres Písek zugeordnet. 1970 hatte Osek 197 Einwohner und bestand aus 54 Häusern. Am 1. April 1976 wurde Osek nach Zbelítov und zu Beginn des Jahres 1985 mit diesem zusammen nach Milevsko eingemeindet. Am 24. November 1990 löste sich Osek wieder von Milevsko los und bildete eine eigene Gemeinde. Im Jahre 1995 war das Dorf von einem Hochwasser des Osecký potok betroffen. Infolge von Starkregenfällen brachen in der Nacht vom 7. August 2002 die Dämme der beiden Teiche bei Žákov. Vom Hochwasser wurde auch das Kinderlager der Stadt Říčany überflutet. Erst am 13. August 2002 war das Wasser so weit zurückgegangen, dass die Durchfahrtsstraße wieder von PKW und Bussen befahren werden konnte. Im Jahre 2010 lebten in den 69 Häusern des Dorfes 122 Personen.

## Gemeindegliederung
Für die Gemeinde Osek sind keine Ortsteile ausgewiesen. Zu Osek gehört die Einschicht Pazderna.

## Sehenswürdigkeiten
- Kapelle Johannes des Täufers und der hl. Dreifaltigkeit am Dorfplatz, errichtet in der zweiten Hälfte des 18. Jahrhunderts
- Bildstock am Abzweig nach Velká, geschaffen 1736. Er trägt die Sockelinschrift ZARYB LHOTA 1736.
- Nischenkapelle nordöstlich des Dorfes
- Zwei Steinkreuze

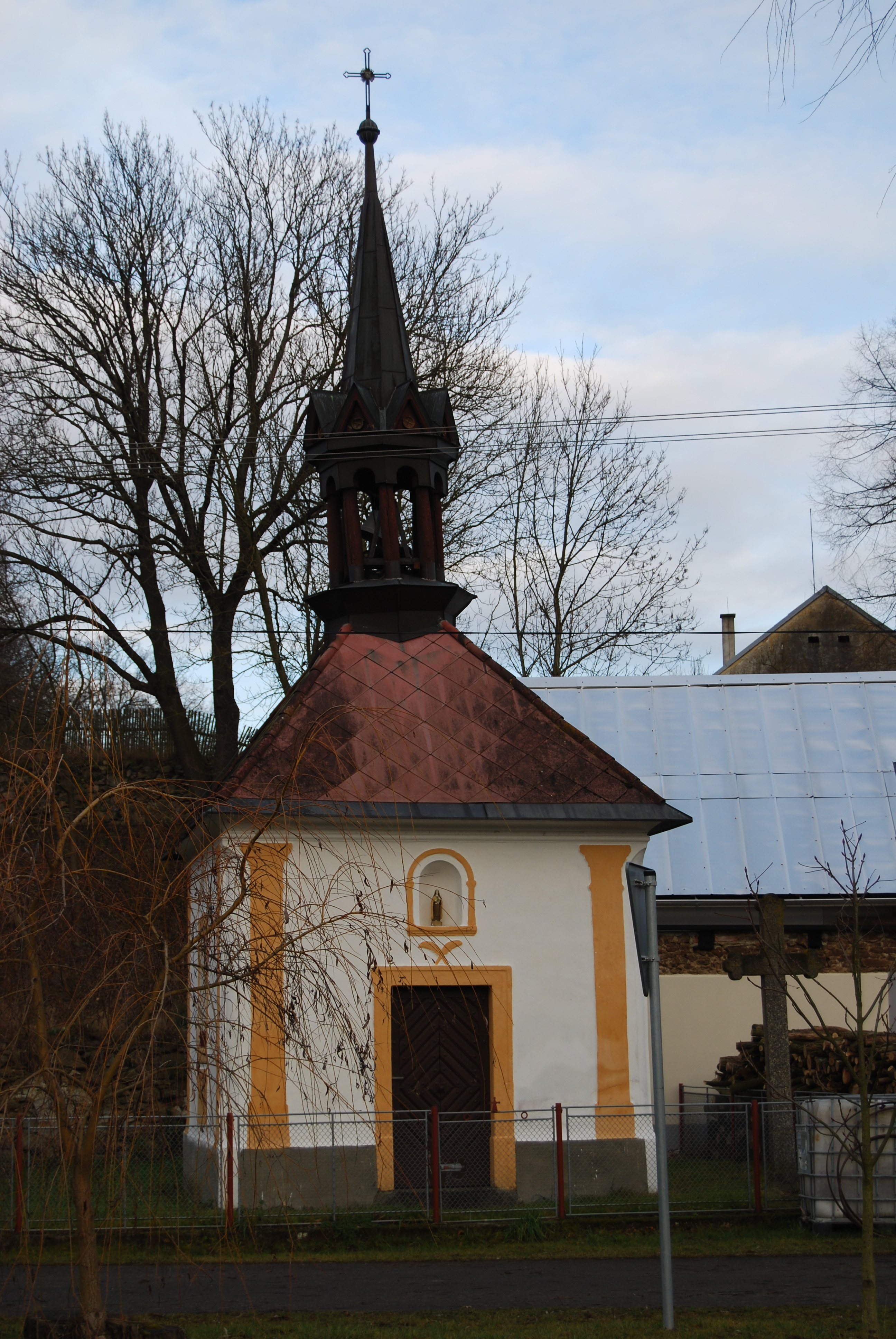
Kapelle Johannes des Täufers und der hl. Dreifaltigkeit
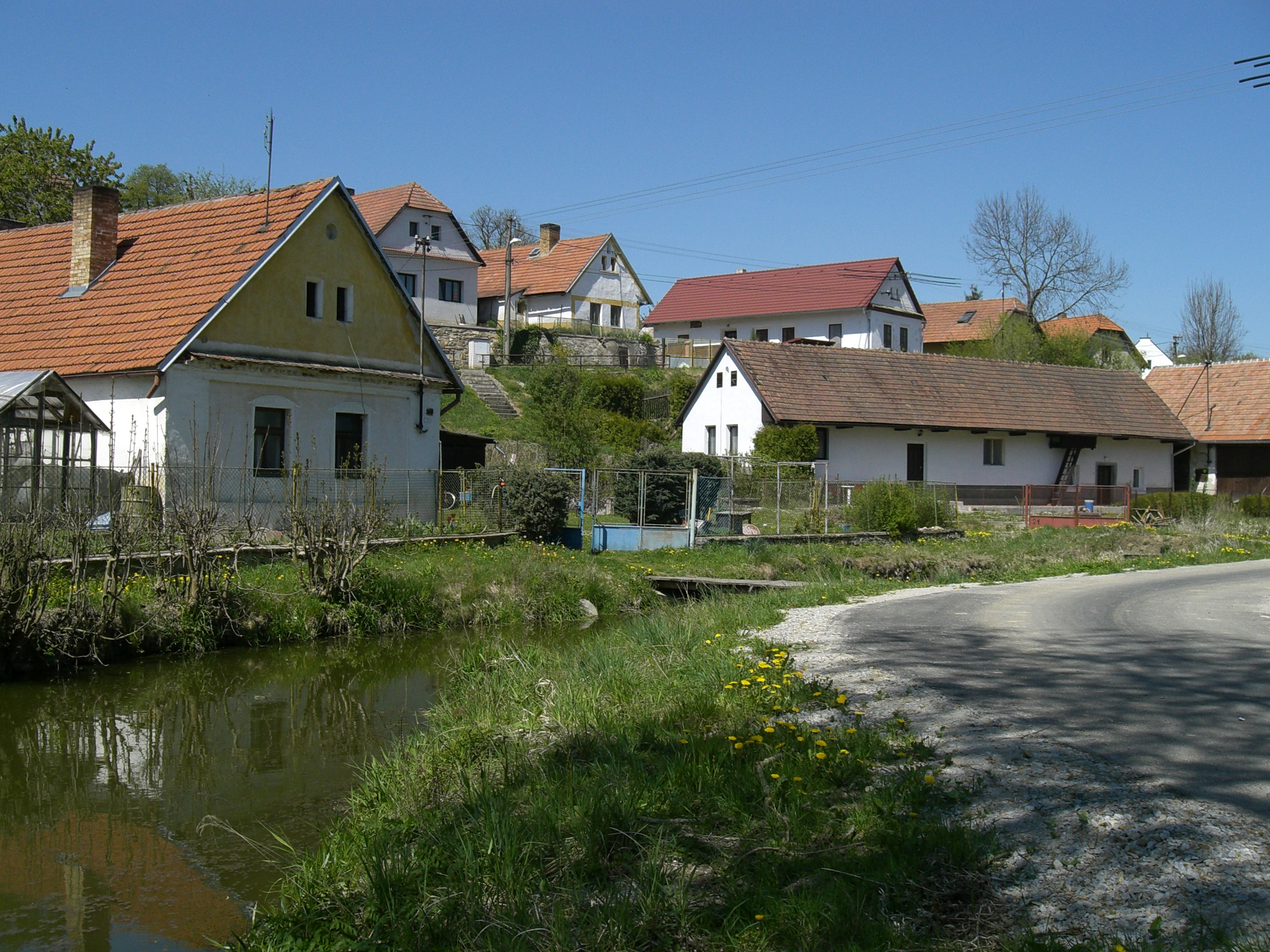
Ortsansicht
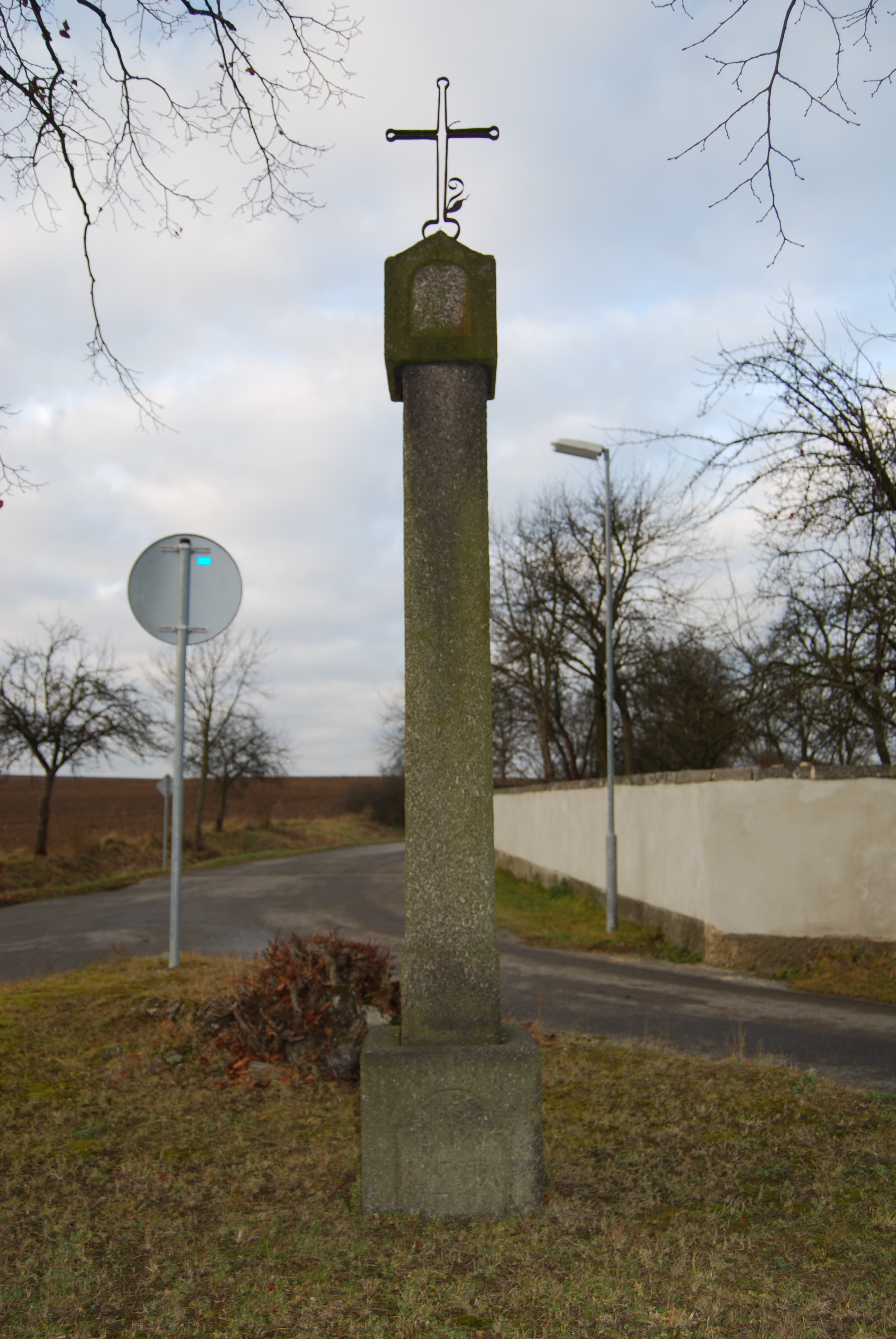
Bildstock am Abzweig nach Velká